# Tonika
Tonika er en musikalsk term inden for harmonilære. Betegner den akkord, der findes på skalaens grundtone. Betegnelsen bruges både for dur og mol-tonearter.